# 7-ма повітряна дивізія (Третій Рейх)
Не варто плутати з 7-ю парашутною дивізією Люфтваффе часів Другої світової війни

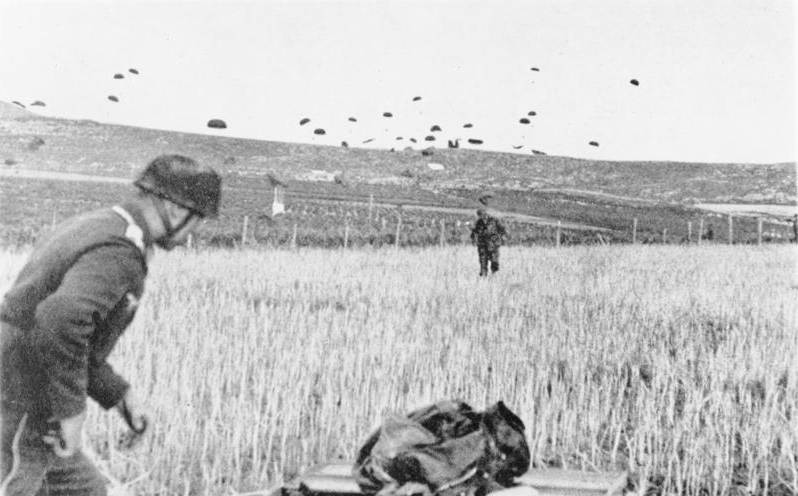
Висадка десанту на острів Крит. Травень 1941

7-ма пові́тряна диві́зія (нім. 7. Flieger-Division) — елітне з'єднання, повітрянодесантна дивізія, у складі повітрянодесантних військ Третього Рейху Люфтваффе за часів Другої світової війни. З 1 травня 1943 року переформована на 1-шу парашутну дивізію Люфтваффе.

## Історія дивізії

### Польська кампанія
Наприкінці Польської кампанії була здійснена висадка двох батальйонів дивізії на два польські аеродроми (посадочним способом). Метою цих десантів було недопущення евакуації з країни вищого державного і військового керівництва Польщі. Під час однієї з висадок десантники вступили в бій з польськими військами і зазнали перших втрат.

### Норвезька кампанія
14 квітня 1940 року був здійснений парашутний десант (одна рота, 185 парашутистів) з метою захвату залізничного вузла Думбос у Ґудбраннсдалі (між Осло і Тронгеймом, в центрі південної частини Норвегії). Після 6 днів боїв проти норвезьких військ (два батальйони), парашутисти, що залишилися в живих були узяті в полон.
14 травня 1940 року був проведений наступний парашутний десант (один батальйон) у районі Нарвіка (на півночі Норвегії), для посилення німецьких військ, що вели бойові дії там проти британських і польських військ.

### Вторгнення до Нідерландів і Бельгії
У ході вторгнення німецьких військ до Бельгії дивізія брала участь у проведенні 4-х парашутних десантів (кожен силою до роти) для захвату трьох ключових мостів і форту Ебен-Емаель. Всі десанти пройшли успішно, (бельгійці встигли висадити в повітря лише один міст).
Під час захвату Нідерландів були проведені парашутні та посадочні десанти (спільно з 22-ю планерною дивізією) з метою зайняття Гааги, трьох ключових мостів і аеродрому біля Роттердама. В цілому операції пройшли вдало, проте невдачею закінчилася лише спроба зайняти Гаагу (десантники зазнали великих втрат).

### Операція «Маріта»
Після вторгнення 6 квітня 1941 року німецьких військ до Греції, був проведений парашутний десант (силами одного 2-го парашутного полку) для захвату стратегічно важливого моста через Коринфський канал. Десантники вдало захопили підходи до мосту та утримували свою позицію, відбиваючи атаки австралійських військ, до підходу основних німецьких сил.

### Критська повітряно-десантна операція
20 травня 1941 року 7-ма повітряна дивізія разом з окремим десантно-штурмовим полком генерал-майора Майнделя десантувалася на острів Крит, з метою захвату плацдармів та забезпечення подальшої висадки на аеродромах 5-ї гірсько-стрілецької дивізії.
Десантування здійснювалося в чотирьох головних районах:
- аеродром Малеме;
- узбережжя затоки Суду (біля порту Ханья);
- аеродром Ретімнон
- аеродром Геракліон.

Висадка на перших двох пунктах була проведена вранці 20 травня, силами по полку в кожному (штаб дивізії — в другому пункті висадки, при цьому командир дивізії генерал-лейтенант Зюссман загинув, командування дивізією прийняв на себе командир 2-го парашутного полку, полковник Штурм), решта сил дивізії висадилася в останніх двох пунктах в другій половині дня 20 травня.
Аеродром Малеме, що наполегливо обороняється новозеландською бригадою, німецькі десантники змогли захопити на другий день операції, там відразу ж почалася висадка гірських єгерів, доставлених транспортними літаками.
Єгері остаточно подавили оборону новозеландців в цьому районі.
Потім єгері зайняли порт Ханья і рушили далі в східному напрямі. Вони деблокували групи парашутистів біля Ретімнона і Геракліона, змусивши залишки австралійських і британських військ (якими командував новозеландський генерал-майор Бернард Фрейберг) залишити Крит.
1 червня 1941 року острів Крит повністю перейшов під контроль німецьких військ. Проте німецькі парашутисти зазнали в цій операції вельми важких втрат.

### Східний фронт (1941—1943)
24 вересня 1941 року 7-ма повітряна дивізія отримала наказ про відправку на Східний фронт, під Ленінград.
29 вересня 1941 року два полки (1-й і 3-й) дивізії зайняли ділянку фронту в районі Неви. Ці полки брали участь в бойових діях (як піхота) до середини грудня, коли були відправлені на відпочинок до Німеччини. 2-й полк дивізії з листопада 1941 року воював (також як піхота) південніше, в районі Волхова, і був відправлений на відпочинок в червні 1942 року.
У жовтні 1942 року дивізія була знов відправлена як піхота на Східний фронт, в район Ржева. Після важких боїв дивізія була в квітні 1943 року знов відведена в тил (до Франції), і з травня 1943 року переформована на 1-шу парашутну дивізію.

## Склад дивізії
| Бойовий склад 7-ї пдд | |
| Постійні              | |
| 1939                  | - штаб дивізії; - 1-й парашутний полк (Fallschirm-Jäger-Regiment 1); - 2-й парашутний полк (Fallschirm-Jäger-Regiment 2); |
| Непостійні            | |
| 10 травня 1940        | - 3-й парашутний полк (Fallschirm-Jäger-Regiment 3); - десантно-штурмовий полк (Luftlande Sturmregiment); - штурмовий батальйон Коха (Sturmabteilung ‘Koch’); - 7-й артилерійський батальйон (Fallschirmjäger Artillerie Abteilung); - 7-й протитанковий батальйон (Fallschirmjäger Panzerjäger Abteilung 7); - 7-й зенітний батальйон (Fallschirmjäger Flak Battalion 7); - кулеметний батальйон (Fallschirmjäger MG); - саперний батальйон (Fallschirmjäger Pioneer Battalion); - 7-й санітарний батальйон (Fallschirmjäger San Abteilung 7); - 7-ма транспортна рота (Transport Kompanie 7); - розвідувальний загін (Recon Squadron); - 7-й парашутно-розвідувальний батальйон (Luft Nachrichten Abteilung 7); - 1-й резервний батальйон (Fallschirmjäger Ergänzungs Battalion 1); - 2-й резервний батальйон (Fallschirmjäger Ergänzungs Battalion 2); - 1-ша, 2-га, 3-тя парашутні школи (Fallschirmschule 1,2,3). |
| травень 1941          | - 3-й парашутний полк; - 7-й артилерійський батальйон; - 7-й протитанковий батальйон; - зенітний батальйон; - кулеметний батальйон; - саперний батальйон. |

## Командири дивізії
- генерал-майор (з січня 1940 — генерал-лейтенант) Курт Штудент (нім. Kurt Student) (1 вересня 1938 — 14 травня 1940);
- генерал-майор Ріхард Пуцір (нім. Richard Putzier) (14 травня 1940 — 21 січня 1941);
- генерал-лейтенант Вільгельм Зюссманн (нім. Wilhelm Süssmann) (21 січня — 20 травня 1941) (загинув у ході десанту на Крит);
- полковник Альфред Штурм (нім. Alfred Sturm) (20 травня — 30 травня 1941);
- генерал авіації Еріх Петерсен (нім. Erich Petersen) (1 червня 1941 — 1 серпня 1942);
- генерал парашутних військ Ріхард Гайдріх (нім. Richard Heidrich) (1 серпня 1942 — 1 травня 1943).